# Melanargia doris
Melanargia doris är en fjärilsart som beskrevs av Hans Fruhstorfer 1910. Melanargia doris ingår i släktet Melanargia och familjen praktfjärilar. Inga underarter finns listade i Catalogue of Life.